# Clara Smith
Clara Smith (Spartanburg County, rond 1894 – Detroit (Michigan), 2 februari 1935) was een populaire Amerikaanse blueszangeres. Ze was bekend als The Queen of the Moaners

## Biografie
Vanaf ongeveer 1910 werkte Clara Smith in Afro-Amerikaanse muziektheaters en tentenshows. Vóór 1920 was ze een van de trekpleisters in het Lyric Theatre in New Orleans en op het T.O.B.A.-circuit. Vanaf 1923 woonde ze in New York, waar ze in cabarets en speakeasy's optrad. In hetzelfde jaar maakte ze haar eerste commercieel succesvolle opnamen voor Columbia Records. Ze werkte tot 1932 met dit platenlabel. In 1924 behaalde ze het enige top 30-succes met de Chicago Blues. Haar medespelers waren Don Redman, Fletcher Henderson, Teddy Nixon, Elmer Chambers en Charlie Dixon. 122 opnames van Clara Smith hebben het overleefd, vaak samen met bekende collega's, waaronder Louis Armstrong, Bessie Smith, Lem Fowler en Lonnie Johnson. In 1933 verhuisde ze naar Detroit, waar ze werkte in muziektheaters tot haar ziekte begin 1935. Ze stierf kort daarna aan hartfalen in het ziekenhuis.

## Overlijden
Clara Smith overleed in februari 1935 op 41-jarige leeftijd aan hartfalen.
- Bibliothèque nationale de France: cb13937433h (data)
- Gemeinsame Normdatei: 122557904X
- International Standard Name Identifier: 0000 0000 2850 7760
- Library of Congress Control Number: n90708905
- MusicBrainz: 8e70937c-fcd8-4603-a806-d8887f35f00b
- Nationale Bibliotheek van Israël: 987007325768805171
- Réseau des bibliothèques de Suisse occidentale: 02-A013866843
- Virtual International Authority File: 24791137
- WorldCat: E39PBJdMhGfYdWcR73wmWxg9Xd